# 英菲尼迪Q50
英菲尼迪Q50（Infiniti Q50）是日產汽車旗下豪华品牌英菲尼迪制造的一款紧凑型行政车。它於2013年底特律車展上首次亮相，并于2013年第三季度在北美上市，2013年第四季度在欧洲上市。

## 外部鏈接
- Infiniti Q50 （页面存档备份，存于） on Infiniti UK
- Infiniti Q50 （页面存档备份，存于） on Infiniti U.S.

Press kit:
- 2014 Q50: Canada （页面存档备份，存于）, USA （页面存档备份，存于）, Europe （页面存档备份，存于）, Middle East （页面存档备份，存于）
- 2014 Q50: Europe （页面存档备份，存于）
- Q50 Eau Rouge: Europe （页面存档备份，存于）, Middle East （页面存档备份，存于）
- 2015 Q50: USA （页面存档备份，存于）
- 2016 Q50: USA （页面存档备份，存于）, Europe （页面存档备份，存于）